# 宝贝 (海莉专辑)
宝贝（在美国发行的此专辑命名为凯尔特宝贝）是新西兰基督城女高音海莉·薇思特拉的2007年发布的新的国际专辑。
宝贝成为海莉的第四张在新西兰音乐榜上排名第一的专辑。此专辑在美国和英国都有不错的表现。
宝贝收纳了古典咏叹调，凯尔特民歌，新西兰毛利民歌，还有三首由她亲自参与谱写的新歌。此专辑在新西兰发布的特别版本中还包括国歌《上帝保佑新西兰》。

## 曲目列表
1. 牧场灵感（Let Me Lie）
2. 《斯卡布罗集市》（Scarborough Fair）
3. 美国民歌（Shenandoah）
4. 夏日的飞翔（Summer Fly）
5. 希望的私语（Whispering Hope）
6. 丹尼男孩（Danny Boy）
7. 夏雨（Summer Rain）
8. 夏日最后的玫瑰（The Last Rose Of Summer）
9. 好心情的一天（One Fine Day）
10. 孩子（Sonny）
11. 浩瀚的海洋（The Water is Wide）
12. 静默时刻（Melancholy Interlude）
13. 主与我同在（Abide With Me）